# ستيفان ناغي
ستيفان ناغي هو لاعب دارت سويدي، ولد في 31 يوليو 1961 في السويد، وتوفي في 23 يونيو 2016.

## وصلات خارجية
- ستيفان ناغي على موقع DartsDatabase.co.uk (الإنجليزية)